# Plivanje na OI 1988.

## Pojedinačna natjecanja

### 50 m slobodno
| Mjesto | Država | Plivač          | Vrijeme      |
| ------ | ------ | --------------- | ------------ |
| 1.     | SAD    | Matt Biondi     | 22,14 s (WR) |
| 2.     | SAD    | Tom Jager       | 22,36 s      |
| 3.     | SSSR   | Gennadi Prigoda | 22,71 s      |

| Mjesto | Država                         | Plivačica      | Vrijeme |
| ------ | ------------------------------ | -------------- | ------- |
| 1.     | Njemačka Demokratska Republika | Kristin Otto   | 25,49 s |
| 2.     | NR Kina                        | Yang Wenyi     | 25,64 s |
| 3.     | Njemačka Demokratska Republika | Katrin Meißner | 25,71 s |
|        | SAD                            | Jill Sterkel   | 25,71 s |

### 100 m slobodno
| Mjesto | Država    | Plivač             | Vrijeme |
| ------ | --------- | ------------------ | ------- |
| 1.     | SAD       | Matt Biondi        | 48,63 s |
| 2.     | SAD       | Christopher Jacobs | 49,08 s |
| 3.     | Francuska | Stéphan Caron      | 49,62 s |

| Mjesto | Država                         | Plivačica           | Vrijeme |
| ------ | ------------------------------ | ------------------- | ------- |
| 1.     | Njemačka Demokratska Republika | Kristin Otto        | 54,93 s |
| 2.     | NR Kina                        | Yong Zhuang         | 55,47 s |
| 3.     | Francuska                      | Catherine Plewinski | 55,49 s |

### 200 m slobodno
| Mjesto | Država     | Plivač           | Vrijeme          |
| ------ | ---------- | ---------------- | ---------------- |
| 1.     | Australija | Duncan Armstrong | 1:47,25 min (WR) |
| 2.     | Švedska    | Anders Holmertz  | 1:47,89 min      |
| 3.     | SAD        | Matt Biondi      | 1:47,99 min      |

| Mjesto | Država                         | Plivačica         | Vrijeme     |
| ------ | ------------------------------ | ----------------- | ----------- |
| 1.     | Njemačka Demokratska Republika | Heike Friedrich   | 1:57,65 min |
| 2.     | Kostarika                      | Silvia Poll       | 1:58,67 min |
| 3.     | Njemačka Demokratska Republika | Manuela Stellmach | 1:59,01 min |

### 400 m slobodno
| Mjesto | Država                         | Plivač           | Vrijeme          |
| ------ | ------------------------------ | ---------------- | ---------------- |
| 1.     | Njemačka Demokratska Republika | Uwe Daßler       | 3:46,95 min (WR) |
| 2.     | Australija                     | Duncan Armstrong | 3:47,15 min      |
| 3.     | Poljska                        | Artur Wojdat     | 3:47,34 min      |

| Mjesto | Država                         | Plivačica       | Vrijeme          |
| ------ | ------------------------------ | --------------- | ---------------- |
| 1.     | SAD                            | Janet Evans     | 4:03,85 min (WR) |
| 2.     | Njemačka Demokratska Republika | Heike Friedrich | 4:05,94 min      |
| 3.     | Njemačka Demokratska Republika | Anke Möhring    | 4:06,62 min      |

### 1500 m + 800 m slobodno
| Mjesto | Država                         | Plivač             | Vrijeme      |
| ------ | ------------------------------ | ------------------ | ------------ |
| 1.     | SSSR                           | Vladimir Salnjikov | 15:00,40 min |
| 2.     | Njemačka                       | Stefan Pfeiffer    | 15:02,69 min |
| 3.     | Njemačka Demokratska Republika | Uwe Daßler         | 15:06,15 min |

| Mjesto | Država                         | Plivačica      | Vrijeme     |
| ------ | ------------------------------ | -------------- | ----------- |
| 1.     | SAD                            | Janet Evans    | 8:20,20 min |
| 2.     | Njemačka Demokratska Republika | Astrid Strauß  | 8:22,09 min |
| 3.     | Australija                     | Julie McDonald | 8:22,93 min |

### 100 m leđno
| Mjesto | Država | Plivač         | Vrijeme      |
| ------ | ------ | -------------- | ------------ |
| 1.     | Japan  | Daichi Suzuki  | 55,05 s (WR) |
| 2.     | SAD    | David Berkoff  | 55,18 s      |
| 3.     | SSSR   | Igor Polianski | 55,20 s      |

| Mjesto | Država                         | Plivačica           | Vrijeme     |
| ------ | ------------------------------ | ------------------- | ----------- |
| 1.     | Njemačka Demokratska Republika | Kristin Otto        | 1:00,89 min |
| 2.     | Mađarska                       | Krisztina Egerszegi | 1:01,56 min |
| 3.     | Njemačka Demokratska Republika | Cornelia Sirch      | 1:01,57 min |

### 200 m leđno
| Mjesto | Država                         | Plivač          | Vrijeme     |
| ------ | ------------------------------ | --------------- | ----------- |
| 1.     | SSSR                           | Igor Polianski  | 1:59,37 min |
| 2.     | Njemačka Demokratska Republika | Frank Baltrusch | 1:59,60 min |
| 3.     | Nizozemska                     | Paul Kingsman   | 2:00,48 min |

| Mjesto | Država                         | Plivačica           | Vrijeme     |
| ------ | ------------------------------ | ------------------- | ----------- |
| 1.     | Mađarska                       | Krisztina Egerszegi | 2:09,29 min |
| 2.     | Njemačka Demokratska Republika | Kathrin Zimmermann  | 2:10,61 min |
| 3.     | Njemačka Demokratska Republika | Cornelia Sirch      | 2:11,45 min |

### 100 m prsno
| Mjesto | Država                 | Plivač           | Vrijeme     |
| ------ | ---------------------- | ---------------- | ----------- |
| 1.     | Ujedinjeno Kraljevstvo | Adrian Moorhouse | 1:02,04 min |
| 2.     | Mađarska               | Károly Güttler   | 1:02,05 min |
| 3.     | SSSR                   | Dimitri Wolkow   | 1:02,20 min |

| Mjesto | Država                         | Plivačica          | Vrijeme     |
| ------ | ------------------------------ | ------------------ | ----------- |
| 1.     | Bugarska                       | Tanja Dangalakowa  | 1:07,95 min |
| 2.     | Bugarska                       | Antoaneta Frenkewa | 1:08,74 min |
| 3.     | Njemačka Demokratska Republika | Silke Hörner       | 1:08,83 min |

### 200 m prsno
| Mjesto | Država                 | Plivač            | Vrijeme     |
| ------ | ---------------------- | ----------------- | ----------- |
| 1.     | Mađarska               | József Szabó      | 2:13,52 min |
| 2.     | Ujedinjeno Kraljevstvo | Nick Gillingham   | 2:14,12 min |
| 3.     | Španjolska             | Sergio López Miró | 2:15,21 min |

| Mjesto | Država                         | Plivačica          | Vrijeme          |
| ------ | ------------------------------ | ------------------ | ---------------- |
| 1.     | Njemačka Demokratska Republika | Silke Hörner       | 2:26,71 min (WR) |
| 2.     | NR Kina                        | Huang Xiaomin      | 2:27,49 min      |
| 3.     | Bugarska                       | Antoaneta Frenkewa | 2:28,34 min      |

### 100 m leptir
| Mjesto | Država                 | Plivač         | Vrijeme |
| ------ | ---------------------- | -------------- | ------- |
| 1.     | Surinam                | Anthony Nesty  | 53,00 s |
| 2.     | SAD                    | Matt Biondi    | 53,01 s |
| 3.     | Ujedinjeno Kraljevstvo | Andrew Jameson | 53,30 s |

| Mjesto | Država                         | Plivačica     | Vrijeme |
| ------ | ------------------------------ | ------------- | ------- |
| 1.     | Njemačka Demokratska Republika | Kristin Otto  | 59,00 s |
| 2.     | Njemačka Demokratska Republika | Birte Weigang | 59,45 s |
| 3.     | NR Kina                        | Hong Qian     | 59,52 s |

### 200 m leptir
| Mjesto | Država     | Plivač        | Vrijeme     |
| ------ | ---------- | ------------- | ----------- |
| 1.     | Njemačka   | Michael Groß  | 1:56,94 min |
| 2.     | Danska     | Benny Nielsen | 1:58,24 min |
| 3.     | Nizozemska | Anthony Mosse | 1:58,28 min |

| Mjesto | Država                         | Plivačica       | Vrijeme     |
| ------ | ------------------------------ | --------------- | ----------- |
| 1.     | Njemačka Demokratska Republika | Kathleen Nord   | 2:09,51 min |
| 2.     | Njemačka Demokratska Republika | Birte Weigang   | 2:09,91 min |
| 3.     | SAD                            | Mary T. Meagher | 2:10,80 min |

### 200 m mješovito
| Mjesto | Država                         | Plivač              | Vrijeme          |
| ------ | ------------------------------ | ------------------- | ---------------- |
| 1.     | Mađarska                       | Tamás Darnyi        | 2:00,17 min (WR) |
| 2.     | Njemačka Demokratska Republika | Patrick Kühl        | 2:01,61 min      |
| 3.     | SSSR                           | Wadim Jaroschtschuk | 2:02,40 min      |

| Mjesto | Država                         | Plivačica          | Vrijeme     |
| ------ | ------------------------------ | ------------------ | ----------- |
| 1.     | Njemačka Demokratska Republika | Daniela Hunger     | 2:12,59 min |
| 2.     | SSSR                           | Jelena Dendeberowa | 2:13,31 min |
| 3.     | Rumunjska                      | Noemi Lung         | 2:14,85 min |

### 400 m mješovito
| Mjesto | Država   | Plivač              | Vrijeme          |
| ------ | -------- | ------------------- | ---------------- |
| 1.     | Mađarska | Tamás Darnyi        | 4:14,75 min (WR) |
| 2.     | SAD      | David Wharton       | 4:17,36 min      |
| 3.     | Italija  | Stefano Battistelli | 4:18,01 min      |

| Mjesto | Država                         | Plivačica      | Vrijeme     |
| ------ | ------------------------------ | -------------- | ----------- |
| 1.     | SAD                            | Janet Evans    | 4:37,76 min |
| 2.     | Rumunjska                      | Noemi Lung     | 4:39,46 min |
| 3.     | Njemačka Demokratska Republika | Daniela Hunger | 4:39,76 min |

## Štafetna natjecanja

### 4x100 m slobodno
| Mjesto | Država                         | Plivači                                                               | Vrijeme          |
| ------ | ------------------------------ | --------------------------------------------------------------------- | ---------------- |
| 1.     | SAD                            | Christopher Jacobs Troy Dalbey Tom Jager Matt Biondi                  | 3:16,53 min (WR) |
| 2.     | SSSR                           | Gennadi Prigoda Juri Baschkatow Nikolai Jewsejew Wladimir Tkatschenko | 3:18,33 min      |
| 3.     | Njemačka Demokratska Republika | Dirk Richter Thomas Flemming Lars Hinneburg Steffen Zesner            | 3:19,82 min      |

| Mjesto | Država                         | Plivačice                                                    | Vrijeme     |
| ------ | ------------------------------ | ------------------------------------------------------------ | ----------- |
| 1.     | Njemačka Demokratska Republika | Kristin Otto Katrin Meißner Daniela Hunger Manuela Stellmach | 3:40,63 min |
| 2.     | Nizozemska                     | Marinne Muis Mildred Muis Conny van Bentum Karin Brienesse   | 3:43,39 min |
| 3.     | SAD                            | Mary Wayte Mitzi Kremer Laura Walker Dara Torres             | 3:44,25 min |

### 4x200 m slobodno
| \| Mjesto \| Država \| Plivači \| Vrijeme \| \| ------ \| ------------------------------ \| ---------------------------------------------------------- \| ---------------- \| \| 1. \| SAD \| Troy Dalbey Matthew Cetlinski Douglas Gjertsen Matt Biondi \| 7:12,51 min (WR) \| \| 2. \| Njemačka Demokratska Republika \| Uwe Daßler Sven Lodziewski Thomas Flemming Steffen Zesner \| 7:13,68 min \| \| 3. \| Njemačka \| Erik Hochstein Thomas Fahrner Rainer Henkel Michael Groß \| 7:14,35 min \| | Natjecanje nije bilo u programu OI. |                                                            |                  |
| Mjesto | Država                              | Plivači                                                    | Vrijeme          |
| 1. | SAD                                 | Troy Dalbey Matthew Cetlinski Douglas Gjertsen Matt Biondi | 7:12,51 min (WR) |
| 2. | Njemačka Demokratska Republika      | Uwe Daßler Sven Lodziewski Thomas Flemming Steffen Zesner  | 7:13,68 min      |
| 3. | Njemačka                            | Erik Hochstein Thomas Fahrner Rainer Henkel Michael Groß   | 7:14,35 min      |

### 4x100 m mješovito
| Mjesto | Država | Plivači                                                           | Vrijeme          |
| ------ | ------ | ----------------------------------------------------------------- | ---------------- |
| 1.     | SAD    | David Berkoff Richard Schroeder Matt Biondi Christopher Jacobs    | 3:36,93 min (WR) |
| 2.     | Kanada | Mark Tewksbury Victor Davis Thomas Ponting Donald Goss            | 3:39,28 min      |
| 3.     | SSSR   | Igor Polianski Dimitri Wolkow Wadim Jaroschtschuk Gennadi Prigoda | 3:39,96 min      |

| Mjesto | Država                         | Plivačice                                              | Vrijeme     |
| ------ | ------------------------------ | ------------------------------------------------------ | ----------- |
| 1.     | Njemačka Demokratska Republika | Kristin Otto Silke Hörner Birte Weigang Katrin Meißner | 4:03,74 min |
| 2.     | SAD                            | Beth Barr Tracey McFarlane Janet Jorgensen Mary Wayte  | 4:07,90 min |
| 3.     | Kanada                         | Lori Melien Allison Higson Jane Kerr Andrea Nugent     | 4:10,49 min |

## Objašnjenje kratica
- AF = Afrički rekord
- AM = Američki rekord
- AS = Azijski rekord
- ER = Europski rekord
- OC = Oceanijski rekord
- OR = Olimpijski rekord
- WR = Svjetski rekord